# Erich Hunziker

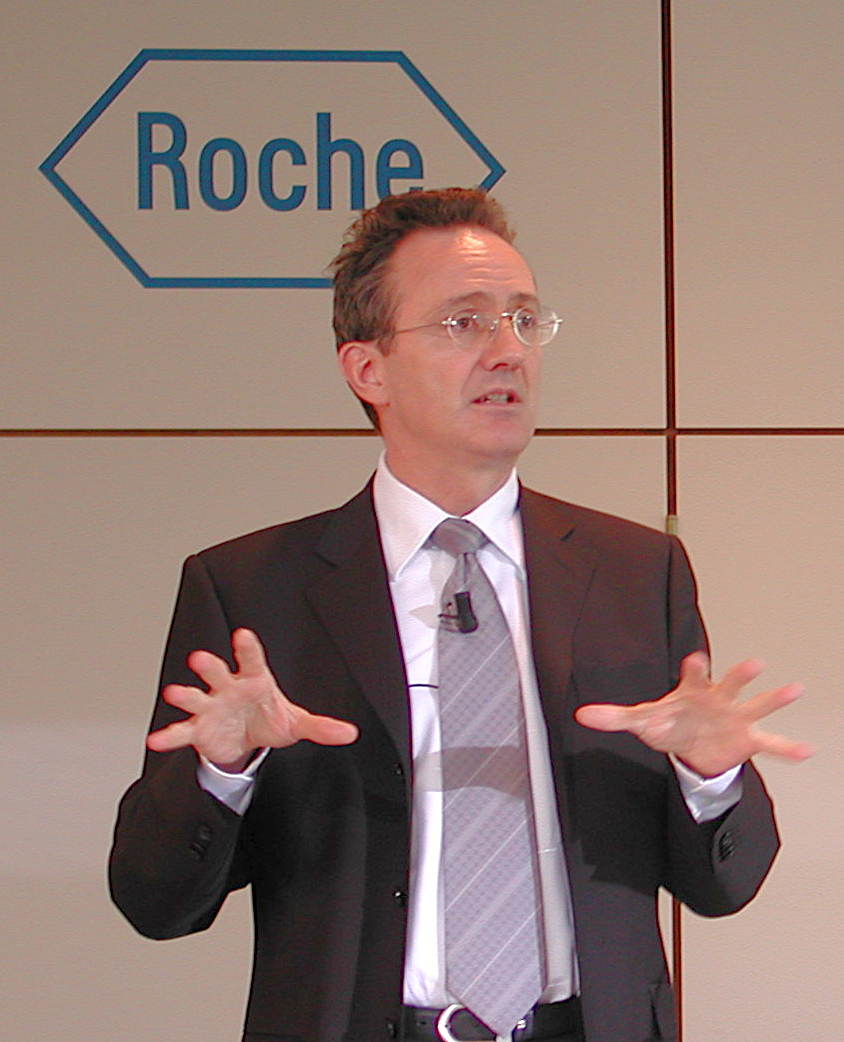
Erich Hunziker auf der Bilanzpressekonferenz von Roche 2003

Erich Hunziker (* 15. September 1953; heimatberechtigt in Moosleerau) ist ein Schweizer Manager.

## Leben
Hunziker studierte Maschinenbau an der ETH Zürich. Von 1980 bis 1983 war er Vorsitzender des Schweizerischen Studentenreisedienstes (SSR-Reisen) in Zürich. 1983 promovierte er an der ETH über Auslandsmarkt-Strategien. Von 1983 bis 1988 arbeitete er für das Pharmazieunternehmen Corange, ab 1988 für Boehringer Mannheim. Bis 1992 war er dort Managing Director, dann bis 1995 Head of Finance. In den zwei folgenden Jahren arbeitete er für Boehringer Mannheim als Bereichsvorstand Pharmazie. 1997 wechselte er wieder zu Corange und war dort bis 1998 CFO. Von 1998 bis 2001 arbeitete er als CEO für die Diethelm Group und 2000/01 parallel als CEO für die Diethelm Keller Holding Limited. 2001 wurde er CFO des Basler Pharmakonzerns Hoffmann-La Roche. Im April 2011 ging er in Pension; sein Nachfolger wurde Alan Hippe.
Hunziker ist Aufsichtsratsmitglied bei Holcim (seit 1998) und bei Genentech (seit 2004).
Zudem präsidiert er den Verwaltungsrat der BB Biotech AG mit Sitz in Schaffhausen.

## Schriften
- Auslandmarkt-Strategien: ein Leitfaden zur Wahl des optimalen Auslandengagements, Dissertation ETH Zürich, Industrielle Organisation, Zürich 1983, ISBN 3-85743-876-2 (Abstract).